# دوغلاس تي روس
دوغلاس تي روس (بالإنجليزية: Douglas T. Ross) هو عالم حاسوب أمريكي، ولد في 21 ديسمبر 1929، وتوفي في 31 يناير 2007.